# Champagne-sur-Oise
Champagne-sur-Oise é uma comuna francesa na região administrativa da Ilha de França, no departamento do Vale do Oise. Estende-se por uma área de 9.45 km². Em 2010 a comuna tinha 5 066 habitantes (densidade: 536,1 hab./km²).